# Reardan
Reardan – miasto w Stanach Zjednoczonych, w stanie Waszyngton, w hrabstwie Lincoln.